# Enza Negroni
Enza Negroni (* 16. Mai 1962 in Bologna) ist eine italienische Dokumentarfilmerin.
Negroni schloss die „Discipline delle Arti, della Musica e dello Spettacolo“ (DAMS) in ihrer Geburtsstadt Bologna im Fach Schauspiel ab und drehte zu Beginn ihrer Karriere Kurzfilme auf Video und Zelluloid. Sie arbeitete als Szenenfotografin mit Pupi Avati und kümmerte sich um Besetzung und Drehorte bei in der Gegend ihrer Heimat gedrehten Produktionen. Für ein Jahr lebte sie in London und arbeitete für Channel 4. Nach ihrer Rückkehr nach Italien gründete sie mit Renato De Maria die Produktionsgesellschaft „Monocrome“ sowie eine Filmschule. 1996 debütierte sie mit dem Spielfilm Jack Frusciante è uscito dal gruppo nach dem Bestseller von Enrico Brizzi, der mit zahlreichen Preisen ausgezeichnet wurde. Nach der Leitung einer Kinowerkstatt für die Zeit, in der Bologna als eine der Kulturhauptstädte benannt war, drehte sie einem Dokumentarfilm mit Fußball- und Basketball-Ultras der Stadt. In den Folgejahren entstanden zahlreiche Dokumentationen für die RAI (wie Le acque dell'anima oder Istanbul) bzw. über Themen der Kunst (wie Antonio Canova – L'ideale della bellezza oder Caterina De Medici – Regina e Mecenata).

## Filmografie (Auswahl)
- 1996: Jack Frusciante è uscito dal gruppo